# 服部武雄 (俳優)
服部 武雄（はっとり むお、1989年9月13日 - ）は、日本の俳優である。兵庫県生まれ、島根県隠岐島出身。2009年より舞台を中心に活動。旧芸名は服部 翼（はっとりつばさ）。

## 人物・略歴
・2008年、高校卒業と同時に役者を目指して上京。
・2015年、インゴットエンタテイメントを退社。
・2016年、芸名の服部翼から、本名である服部武雄に改名。
・半年間の事実上の休業を経て、2017年4月よりGFAに所属、活動再開。休業中はロサンゼルスへダンス留学するなどして過ごしていた。
・趣味は料理、カフェ巡り、映画鑑賞。特技はダンス、神楽（小学三年から上京するまで習っていた）、横笛、空手。
・妹の芽夢と「僕と妹。」というユニットを組んでいた。
・2021年2月、トイプードル♀の「りあら」ちゃんを家族として迎え入れた。

## 出演

### 舞台
- 贋作 肉体だもん（2009年7月） - お貞 役
- 幸福レコード（2009年10月） - 望月深海 役
- 贋作 人形の家（2009年11月） - 一夫 役
- シャバダバ（2009年12月）
- 覇権DO!!〜戦国高校天下布武
  - 初演（2010年2月） - 蘭丸 役
  - 再々演（2016年7月） - 蘭丸/蘭子 役
- 轟然〜GOU-ZEN〜（2010年3月） - 源為義 役
- ジパング・パイレーツ（2010年4月 - ）レン 役
- 華鬼（2010年7月） - 柳原美和 役
- FROG〜新撰組JadeKeeper（2010年9月） - 藤堂平助 役
- 世界は僕のCUBEで造られる
  - 初演（2010年11月） - ヒーロー（ナルシストのキューブ）役
  - 再演（2012年11月） - ディーン（勇気のキューブ）役
- 降臨FIGHT（2011年4月） - シルク 役
- 白キ肌ノケモノ（2011年8月） - 小白狐丸 役
- SOUL FLOWER（2011年11月） - ヤコブ 役
- 新撰組異聞PEACE MAKER（2012年2月） - 山崎烝 役
- スパイス刑事（2012年4月） - 山椒瑞守 役
- スペーストラベラー（2012年7月）
- ゴジラ（2013年1月）
- 怪傑パンダース第5回本公演「ユメオイビトの航海日誌」（2013年3月） 主演 ライド 役
- プレゼント◆5 シリーズ
  - プレゼント◆5（2013年4月）- 茅嶋暁 / 亞鬼羅 役
  - プレゼント◆5 side:三日月（2013年8月) - 茅嶋暁 役
  - プレゼント◆5 -満月にリボンをかけて-（2013年10月 - 11月) - 茅嶋暁 / 西園寺ユーリ 役
  - プレゼント◆5 -恋するオトコは眠れない-（2014年4月） - 茅嶋暁 役
  - プレゼント◆5 -オレはぜったい悪くない!-（2014年5月） - 茅嶋暁 役
- CHaCK-UP（2014年9月 - 10月） - 西園寺ユーリ / テンマ 役
- 忍者じゃじゃ丸くん（2013年6月） - 主演 じゃじゃ丸くん 役
- トラブル・トラップ・トラベル（2013年8月） - 岡宮洋介 役
- 演劇ユニットMOSH　SHORT COLLECTION 06「悪いやつほどよく眠る」（2014年1月 - 2月）
- ラズベリーボーイ シリーズ
  - ラズベリーボーイ（2014年2月 - 3月） - 日野康文 役
  - ラズベリーボーイ3　THE FINAL（2016年5月） - 渋谷虎之介 役
- 眠れぬ夜のホンキートンクブルース 第二章 〜復活〜（2014年5月 - 6月） - ノンノ 役
- 刻め、我ガ肌ニ君ノ息吹ヲ（2014年7月） - 夢丸 役
- Earth Rise 〜世界の始まりに君に逢いにいく〜（2014年10月） - 廻 役
- のぶニャがの野望 シリーズ
  - のぶニャがの野望(弐)（2014年11月） - ニャしば秀吉 役
  - 「のぶニャがの野望」トライアル公演　このニャかに人猫がいるニャ（2015年12月） - さニャだ幸村 役
  - 「のぶニャがの野望」番外公演　ねこ軍議〜飼い猫はどいつニャ?〜（2016年3月） - さニャだ幸村 役
  - 「のぶニャがの野望」番外公演　ねこ軍議〜飼い猫はどいつニャ?〜さニャだ編/関ヶ原編（2016年8月） - 森ニャンまる 役
- 鬼斬（2014年12月18日 - 23日、新宿村LIVE） - 主演 迅[6] 役
- 迷探亭小南事件簿（2015年1月） - 久保勇仁 役
- ライブスペクタクル「NARUTO -ナルト-」（2015年3月 - 6月、東京/大阪/宮城/マカオ/マレーシア/シンガポール） - 奈良シカマル 役[7][8][9]
- ねえ、ヒルガオが咲いているよ（2015年8月） - 木嶋ユウヤ（青年期） 役
- フライングパイレーツ～ネバーランド漂流記～featuringＧＵＹ‘Ｓ（2015年9月） - スミー副船長 役
- 『R』企画『アイドルR』（2015年10月）
- 極上文學 第9弾『高瀬舟・山椒大夫』（2015年10月、東京/大阪） - 安寿 役
- 朗読劇『生田さんちのこめ王子』（2016年1月10日）
- 値千金のキャバレー（2016年1月） - 北郎（キタ） 役
- Over Smile（2016年2月） - ソロリス・ランス 役
- ミュージカル『ふしぎ遊戯〜朱ノ章〜』（2016年4月） - 亢宿 役[10]
- Big Mouth（2016年9月・再演/2017年6月） - 主演 遠野ソラ 役
- 瀧廉太郎の友人、と知人とその他の諸々（2016年10月） - 基吉 役
- Marker Light-Blue シリーズ
  - Marker Light-Blue Deeper（2017年5月） - パシオン 役[11]
  - Marker Light-Blue Crimson（2017年11月） - パシオン 役[12]
- グランギニョル（2017年7月 - 8月） - ジャック・ブレア 役[13]
- CATMINT 第13回公演「帰郷」（2017年12月）
- イケメン革命◇アリスと恋の魔法 THE STAGE シリーズ
  - イケメン革命◇アリスと恋の魔法 THE STAGE Episode 黒のエース フェンリル＝ゴッドスピード（2018年1月） - ロキ＝ジェネッタ 役[14]
  - イケメン革命◇アリスと恋の魔法 THE STAGE Episode 黒のキング レイ＝ブラックウェル（2018年9月）- ロキ＝ジェネッタ 役[15]
- 劇団ToyLateLie第5回本公演雨音に消えた白（2018年2月）
- 劇団シャイニング from うたの☆プリンスさまっ♪第3弾『JOKER TRAP』（2018年4-5月、東京/大阪）- ベガ 役[16]
- オバケストラ！（2018年7月）- 倒慈 役
- 帝都探偵奇譚ジゴマ シリーズ
  - 帝都探偵奇譚ジゴマ (2018年10月) - 主演 三笠 夢之介 役
  - 帝都探偵奇譚ジゴマ2 上海租界編 (2019年12月) - 主演 三笠 夢之介 役
- 朗読劇「少年魔法士」（2018年12月、浜離宮朝日小ホール） - ヒューバート・ハーシー 役
- アドリブ心理劇「レジスタンスイレブン」シリーズ
  - アドリブ心理劇「レジスタンスイレブン ファーストシーズン」(2018年6月)
  - アドリブ心理劇「レジスタンスイレブン～クリスマスを守り抜け～」(2018年12月)
  - アドリブ心理劇「レジスタンスイレブン～集いはサクラの樹の下で｣ (2019年4月)
- アドリブ心理劇「レジスタンスイレブン～バレンタインを守り抜け～」(2020年2月)
- 三栄町LIVE＋黒薔薇少女地獄特別公演『緋色、凍レル刻ノ世界、永遠』 (2019年1月 - 2月) - 世知原 役
- 月に吠えろ、夜ヲ焦ガセ君ヨ (2019年3月)　- 夢丸 役
- DYNAMIC CHORD the STAGE (2019年5月) - Liar‐S 珠洲乃千哉 役[17]
- 朗読劇「シェアハウCHU!LIVE～NEXT～季節の恋」 (2019年6月)
- イリクラ-2019- ~Iridescent Clouds~ (2019年7月) - イエロー 役
- 深夜の婚姻届 (2019年8月)  - 主演  今野 歩 役
- マジカル・リバース・ワールド2019 (2019年9月 - 10月) - 吸血姫・オリーノ(ノリオ)役
- 青春歌闘劇バトリズムステージ シリーズ
  - 青春歌闘劇バトリズムステージ NOTICE (2020年1月) - 白鳳学院 リン 役
  - 新春歌闘劇バトリズム The LIVE (2022年1月) - 白鳳学院 リン 役
- 舞台 少年陰陽師 現代編・遠の眠りのみな目覚め (2020年2月3月) - 岩本雅也 役 / 呪われた大石 役
- 死神は桜の下で舞う (2020年3月) - 主演  一条 生馬 役
- 真・白キ肌ノケモノ (無期限延期) - 夜叉丸 役
- ツツシニウム#5 ｢フスマノオトン｣ (2020年7月  - 8月) - 伊織 役
- HELI-X シリーズ
  - 舞台「HELI-X」（2020年12月東京/大阪) - ブラックブラッド / レスター 役 [18]
  - 舞台「HELI-X Ⅲ〜レディ・スピランセス〜」（2022年6月 東京/大阪) - レスター 役 [19]
- 夢と希望のプロジェクト~vol.2~ ｢WISH~奇跡を願う甘い夜~｣ (2020年12月) - トルテ 役
- プライムーン (2021年1月 - 3月) - 茅嶋 暁 役 [20]
- 咲年花劇「春よ、強く美しく」(2021年5月 ※公演延期) - 和泉 文瀬 役 [21]
- 音楽劇 男おいらん~歌舞繚乱~ (2021年6月 - 7月) - 光祐 役
- 舞台 ｢One Night Butterfly｣ (2021年8月) - 酒井 俊紀 役 [22]
- ナミプロvol.2『月の綺麗な夜に月に寄る』(2021年9月) - 紫雨 公雄 役
- 舞台「夜行万葉録・未」(2021年10月) 主演 - 去独 役
- 舞台「勤人落語Ⅲ」(2021年11月)
- 『GS382 ―暁の章―』(2021年12月) - 茅嶋 暁 役
- 蓮×歌　第二回公演「新編ハムレット」(2022年2月 ※公演中止) 主演 - ハムレット 役
- GEKIIKE ALL JAPAN PROJECT プレビュー公演  「宵闇に咲く雨」(2022年9月 - 10月 石垣島)- 源之介 役 [23]
- りさ子のガチ恋♡俳優沼（2022年11月) - 雨ノ宮 瑛太郎 役 [24]
- 舞台「屍の王」(2022年12月) - アルフォンソ 役 [25]
- 朗読劇『Blue Love Theater』(2023年2月) [26]
- 舞台『遙かなる時空の中で3 Ultimate』(2023年4月) - 武蔵坊弁慶 役 [27]
- GEKIIKE本公演第12回「漆黒ノ戰花−再演−」(2023年6月 東京/石垣島) - 生駒紫音 役 [28]
- 舞台「黎明の王」(2023年7月) - レオネル 役 [29]
- GHETTOプロデュース - 遠野ソラ 役
  - SHOWTIME Vol.1【BIG MOUTH】(2023年7月) [30]
  - SHOWTIME Vol.2【BIG MOUTH】(2023年8月)
  - SHOWTIME Vol.3【BIG MOUTH～Halloween Party〜】(2023年10月)
  - SHOWTIME Vol.4【BIG MOUTH～Burnin' X'mas〜】(2023年12月)
  - SHOWTIME Vol.5【BIG MOUTH～Wake Me Up～】(2024年4月)
  - SHOWTIME Vol.6【BIG MOUTH～Wake Me Up～】(2024年7月)
  - SHOWTIME Vol.7【BIG MOUTH～Wake Me Up～】(2024年10月)
  - SHOWTIME Vol.8【L&J～HOLY NIGHT PARTY～】(2024年12月)
  - SHOWTIME Vol.9【BIG MOUTH～花～】(2025年4月)
  - SHOWTIME Vol.10【BIG MOUTH～鳥～】(2025年9月予定)

- 朗読劇『スターマイン〜氷鈴工業高校編〜』(2023年8月) - 安藤星矢 役
- TATSUYA〜楽劇大学駅前店〜 (2023年9月) - ガーリー 役 [31]
- 演劇版 斬舞踊 (2023年10月) - クスヒ 役
- @ emotion presents Expression vol.10金『IKIZAMA』(2023年11月) - 藤堂高虎 役 [32]
- 演劇ドラフトグランプリ2023 (2023年12月) - 劇団 『恋のぼり』 [33][34]
- Visual Reading Drama「ネット怪談×百物語」（2023年12月）- ばーちー 役[35]
- 舞台「蒼穹の王」(2024年2月)  - カーペンター 役 [36] [37]
- 舞台「鬼神の影法師」シリーズ
  - 舞台「鬼神の影法師」-玲瓏万華篇-（2024年6月) - 騰蛇 役 [38] [39]
  - 舞台「鬼神の影法師」-千年双月篇- (2025年1月) - 騰蛇 役 [40]
- 魅せマダ-ACTOR- (2024年6月) - 柴咲蓮 役/那須真 役
- 王ステTHE LIVE 2024 (2024年7月) [41]
- リア王2024 (2024年8-9月) -  従者ロス 役 [42]
- 黄昏の王 (2024年10月) - ジェフリー  役 [43] [44]
- 演劇ドラフトグランプリ THE FINAL (2024年12月) - 劇団『SADAMEN』[45] [46]
- 舞台タメ劇 vol.1「タイムカプセル Bye Bye Days｣ (2025年1月) - はるちん(春田里志) 役 [47]
- 第24回 東出有貴プロデュース【Long believe】(2025年5月) - 明智光秀 役
- ボイスコミックライブ『ピチカートの眠る森』(2025年6月) - ジョゼフ 役、他
- 舞台『カミシバイ -開-』 (2025年6月) - 阿久良 役
- アメツチ×@ emotion presents Remix stage『ももがたり』 - 皇鬼 役 (2025年7-8月)
- 舞台『スタンドマイヒーローズ』 (2025年9月予定) - 渡部悟 役[48]

### バラエティ
- 戦国鍋TV 〜なんとなく歴史が学べる映像〜（2010年 - 2012年、テレビ神奈川 他）
  - 「ももいろゴタイロー」 - 毛利輝元　役
  - 「AKR四十七フィーチャリング吉良」 - 不破正種 役
- テレビ埼玉　ミニ即興バラエティドラマ番組「ホワッツニュー」（2016年2月27日）

### テレビドラマ
- 闇金ウシジマくんSeason2（2014年）
- FLAIR BARTENDER'Z（2022年) [49]
- 家政夫のミタゾノ（2025年）

### ネットムービー
- 闇金ウシジマくんSeason2スピンオフ・ショートドラマ（2014年） - 秀輝 役

### 映画
- 最短距離は回りくどくて、(2019年7月公開) - 聖夜 役
- 最短距離は回りくどくて、Part2-雨とソーダ水- (2020年10月公開) - 聖夜 役
- 最短距離は回りくどくて、Part3-落花流水- (2020年11月公開) - 聖夜 役
- 現代怪奇百物語　参之章 - 日下部 淳平 役 [50]
- 四畳半のジェメオス (2024年9月 公開) - フューラー 役

### CM
- ぽんたカード（2011年）

### ミュージックビデオ
- JURIAN BEAT CRISIS「ハリケーン☆ラブ」（2011年）

### スチールモデル・イメージモデル
- ジーンズメイト
- Caldron
- 体験型謎解きアトラクション　謎処『からくり屋敷失踪事件』

### 声優
- オーディオブック『活恋高校☆探偵部』御手洗司 役[51]
- オーディオブック『君に奏でるセレナーデ　「ブレーメンの町楽隊」』 - オリバー＝チェリウス 役
- スマホゲームアプリ『Dash!!スシニンジャ』
- スマホゲームアプリ『茜さすセカイでキミと詠う』 - 正岡子規 役

### ライブイベント
- 服部翼×鷹松宏一コラボ 総合エンタメLIVE「Griffin Attract vol.1」（2015年10月3日）